# Candidatus Sukunaarchaeum mirabile
Candidatus Sukunaarchaeum mirabile es una especie de arquea solo conocida por su genoma, proveniente de una comunidad microbiana asociada a dinoflagelados. Los análisis filogenéticos sitúan a Sukunaarchaeum como un linaje profundamente ramificado dentro del árbol de las arqueas, representando una nueva rama principal distinta de los filos previamente establecidos.
Sukunaarchaeum tiene un genoma de tan solo 238 mil pares de bases, lo que lo convierte en el genoma más pequeño conocido entre las Archaea, incluso más compacto que el del Nanoarchaeum equitans, que previamente tenía el genoma más pequeño conocido con 490 mil pares de bases.
Su genoma carece prácticamente de todas las vías metabólicas reconocibles y codifica principalmente la maquinaria para su núcleo replicativo: replicación, transcripción y traducción del ADN. Esto sugiere un nivel sin precedentes de dependencia metabólica de un huésped, una condición que desafía las distinciones funcionales entre la vida celular mínima y los virus.

## Denominación
El nombre propuesto para el género, Sukunaarchaeu, es una referencia a Sukuna-biko-na, una pequeña deidad sintoísta asociada con las aguas termales. El epíteto específico, mirabile, significa "asombroso, admirable, maravilloso".